# Ophiolebella biscutifera
Ophiolebella biscutifera är en ormstjärneart som först beskrevs av G.A. Smith 1923.  Ophiolebella biscutifera ingår i släktet Ophiolebella och familjen fransormstjärnor. Inga underarter finns listade i Catalogue of Life.